# Langia khasiana
Langia khasiana är en fjärilsart som beskrevs av Moore 1872. Langia khasiana ingår i släktet Langia och familjen svärmare. Inga underarter finns listade i Catalogue of Life.